# (42930) 1999 TM11
(42930) 1999 TM11 là một tiểu hành tinh vành đai chính. Nó được phát hiện bởi Robert H. McNaught ở Đài thiên văn Siding Spring ở Coonabarabran, New South Wales, Australia, ngày 6 tháng 10 năm 1999.